# Poliquets

Anatomia d'un poliquet

Els poliquets (Polychaeta) són una classe de l'embrancament dels anèl·lids, formada majoritàriament per cucs marins.
És el grup més nombrós d'anèl·lids, amb 12.141 espècies descrites. Hom suposa que el més primitiu, és a dir, el que més s'assemblaria en els seus trets al tipus original de l'embrancament. Es caracteritzen per presentar en cada segment un parell de parapodis, dotats de nombroses quetes (element que dona nom als poliquets, literalment 'moltes quetes').
Són sobretot carnívors de fons sorrencs, però existeixen formes especialitzades a menjar sediment, a l'estil dels cucs de terra, o filtrar l'aigua. El grup és probablement parafilètic, derivant d'ell les classes més especialitzades de l'embrancament.

## Registre fòssil
Els fòssils més antics assignats amb certesa a poliquets daten del Cambrià superior (Atdabanià), però algunes formes ediacarianes com Cloudinia podrien haver estat poliquets primitius.

## Taxonomia
La taxonomia dels poliquets està plena transformació. A continuació es presenta la classificació per sobre del nivell de família segons WoRMS i ITIS:
Subclasse Errantia (= Aciculata)
- Ordre Amphinomida
- Ordre Eunicida
- Ordre Phyllodocida
  - Subordre Aphroditiformia
  - Subordre Glyceriformia
  - Subordre Nereidiformia
  - Subordre Phyllodociformia

Subclasse Sedentaria (= Palpata)
- Infraclasse Canalipalpata
  - Ordre Sabellida (incloent-hi Pogonophora)
  - Ordre Spionida
  - Ordre Terebellida
    - Subordre Cirratuliformia
    - Subordre Terebelliformia
- Infraclasse Scolecida

Subclasse Myzostomida (incertae sedis)
Subclasse Echiura (incertae sedis)
- Ordre Echiuroidea
  - Subordre Bonelliida
  - Subordre Echiurida

La posició dels mizostòmides i dels equiürs dins els anèl·lids no està clara.